# Polydactylus multiradiatus
Polydactylus multiradiatus är en fiskart som först beskrevs av Günther, 1860.  Polydactylus multiradiatus ingår i släktet Polydactylus och familjen Polynemidae. IUCN kategoriserar arten globalt som livskraftig. Inga underarter finns listade i Catalogue of Life.